# Carlos Nicolía
Carlos Fernando Nicolía Heras (San Juan, 4 aprile 1986) è un hockeista su pista argentino.

## Carriera

### Club
Ha cominciato a giocare nell'Olimpia di San Juan, per poi passare al Centro Valenciano nel 2003 (dove arriva terzo in classifica marcatori). L'anno successivo conquista il secondo posto in campionato (la Liga Nacional de Argentina) dietro l'Union Vecinal de Trinidad.
Viene quindi acquistato dalla squadra spagnola del Tordera, dove in un ambiente difficile rimane per due mesi e poi ritorna in Argentina, ma per questioni regolamentari non può giocare in un'altra squadra fino alla fine dell'anno. Viene comprato l'anno successivo dall'Union Vecinal de Trinidad con la quale vince la Coppa dei Campioni sudamericana (la "Copa de Clubes Campeones") e perde la finale scudetto l'anno successivo contro il suo ex-club dell'Olimpia.
Nel gennaio 2005 viene acquistato dall'Infoplus Bassano Hockey 54, dove per due anni è stato vicecapocannoniere di Serie A1.
Nel 2007 passa all'Hockey Valdagno dove vince lo scudetto nella stagione 2009–2010, primo scudetto per la formazione dell'Hockey Marzotto Valdagno.
Il 16 giugno 2012 vince il suo secondo scudetto con la formazione valdagnese, ripetendosi l'11 giugno dell'anno successivo.

### Nazionale
Ha giocato numerose partite con la maglia della Nazionale Under 20 dell'Argentina, tra cui i Mondiali di categoria svoltisi in Uruguay nel 2003 ed è capitano della nazionale senior.

## Palmarès

### Competizioni nazionali
- Campionato italiano: 3

Valdagno: 2009-2010, 2011-2012, 2012-2013
- Supercoppa italiana: 3

Valdagno:2010, 2011, 2012
- Coppa Italia: 2

Valdagno:2012-2013, 2012-2013
- Coppa del Portogallo: 2

Benfica: 2013-2014, 2014-2015
- Campionato portoghese: 3

Benfica: 2014-2015, 2015-2016, 2022-2023
- Elite Cup: 1

Benfica: 2017
- Supercoppa del Portogallo: 1

Benfica: 2022

### Competizioni internazionali
- Campionato sudamericano: 1

UV Trinidad: 2004
- Coppa del Mondo per club: 1

Bassano: 2006
- Supercoppa d'Europa/Coppa Continentale: 2

Benfica: 2013-2014, 2016-2017
- Coppa Intercontinentale: 2

Benfica: 2013, 2017
- CERH European League: 1

Benfica: 2015-2016

### Nazionale
- Campionato mondiale: 2

La Roche-sur-Yon 2015, San Juan 2022